# Louis Sanmarco
Pour les articles homonymes, voir San marco.
Louis Sanmarco, né le 7 avril 1912 à Marseille et mort le 9 octobre 2009 à Paris 16e, est un administrateur colonial français. 

## Biographie

### Carrière coloniale
Louis Sanmarco fait ses études au Lycée Thiers de Marseille. Il commence sa carrière en 1937, comme chef de subdivision à Ouagadougou, en Haute-Volta. En 1939, il est muté à Dschang, au Cameroun avec les mêmes attributions. Puis, en octobre 1944, il occupe pendant quelque temps les fonctions de chef de cabinet du gouverneur Henri Pierre Nicolas. En 1945, il est chef de région du Ntem à Ebolowa au sud du Cameroun. Cette année-là, il assiste à la grève générale des syndicats transformée en émeutes à Douala, où il est venu chercher sa famille arrivée au Cameroun. 
En 1951, il est chef de cabinet du médecin et homme politique Louis-Paul Aujoulat, devenu ministre de la Santé. Un an après, il dirige les affaires économiques au siège de l’AEF à Brazzaville, au Congo français. 
Il devient gouverneur de l’Oubangui-Chari, à Bangui, en 1954. 
En 1958, Louis Sanmarco est nommé gouverneur du Gabon, où en ce mois d'octobre, la Communauté française vient d'être nouvellement créée. Le Conseil de gouvernement du Gabon, s'appuyant sur l'article 76 de la Constitution (version de 1958), demande alors que la colonie obtienne un statut de département français. Léon Mba, président du Gabon, chargea Louis Sanmarco de présenter la demande auprès du gouvernement français. 
Dans Le Colonisateur colonisé, Louis Sanmarco explique : « Le Conseil de gouvernement du Gabon choisit la départementalisation, et Léon (Mba) me chargea de négocier la chose avec Paris. Je considérais cela comme un triomphe, le triomphe de cent trente années de colonisation française qui débouchaient sur cette demande d’intégration, le triomphe posthume des marins, des missionnaires, des médecins, forestiers, colons, administrateurs, qui avec tous leurs défauts, toutes leurs erreurs, n’avaient finalement pas si mal travaillé dans ce pays pour y faire aimer la France à ce point. Pourquoi ne pas le dire ? Comme un petit triomphe personnel aussi : pour un bradeur d’Empire, je ne m’étais pas si mal débrouillé, même si mon seul mérite avait été d’être là pour recueillir l’héritage du passé. Je pensais bien être reçu comme un triomphateur qui ajoutait une perle de plus à la couronne. Je fus reçu comme un chien dans un jeu de quilles. Le ministre, Bernard Cornut-Gentille, fut même désagréable : “Sanmarco, vous êtes tombé sur la tête !... N’avons-nous pas assez des Antilles ? Allez, l’indépendance comme tout le monde !” ».
La réponse du ministre Cornut-Gentille reflétait la pensée du général de Gaulle, qui expliqua plus tard à Alain Peyrefitte : « Nous ne pouvons pas tenir à bout de bras cette population prolifique comme des lapins (…). Nos comptoirs, nos escales, nos petits territoires d’outre-mer, ça va, ce sont des poussières. Le reste est trop lourd ». Le général de Gaulle s'expliqua en ces termes sur l'« affaire gabonaise » : « Au Gabon, Léon M'Ba voulait opter pour le statut de département français. En pleine Afrique équatoriale ! Ils nous seraient restés attachés comme des pierres au cou d'un nageur ! Nous avons eu toutes les peines du monde à les dissuader de choisir ce statut » .
Dans Le Colonisateur colonisé, Louis Sanmarco explique : « Ce fut pour moi un vrai désastre, la fin des illusions, l’effondrement de tout ce qui avait été le support intellectuel de toute ma carrière, de toute ma vie. J’étais trop abattu, trop discipliné aussi, pour réagir comme j’aurais dû, faire appel de la décision du ministre au général de Gaulle ou à l’opinion elle-même, démissionner avec éclat, que sais-je ? J’avais cru, avec l’adhésion des Africains, atteindre l’apogée de ma carrière, et j’étais dans le trou, désavoué par une métropole qui ne voulait ni de la gloire que lui apportait cette adhésion ni des efforts qu’elle exigeait. À partir de là, comme gouverneur, je ne fis plus que me survivre, et il faudra que j’entame une deuxième carrière pour retrouver mon tonus. Qu’on m’imagine retournant à Libreville pour expliquer au Conseil de gouvernement que la solution souhaitée par la France c’était l’indépendance et non pas le département ! Je n’étais pas fier, et Léon Mba m’en voulut d’avoir échoué. Il avait raison » .

### Après la décolonisation
Après la décolonisation française de l'Afrique subsaharienne, Louis Sanmarco devient président de l'ASECNA (Agence pour la sécurité de la navigation aérienne en Afrique et à Madagascar) de 1960 à 1976.
Il a occupé de 1982 à 1984 les fonctions de président de la société d’études et de recherches pétrolières au Cameroun (ELF-SEREPCA), alors filiale camerounaise d’ELF Aquitaine.
Il était membre de l'Académie des sciences d'outre-mer.
Il meurt en octobre 2009.

## Famille
Il est le père de Philippe Sanmarco, haut fonctionnaire et homme politique français, de Jean-Louis Sanmarco, professeur de médecine, et de Michel Sanmarco. Il est également le grand-père de Thomas Sanmarco, qui fut chef de cabinet de Bertrand Delanoë, maire de Paris avant d'exercer les fonctions de Délégué général de la Compagnie nationale du Rhône.

## Publications
- Louis Sanmarco, Le colonisateur colonisé, Lausanne (CH), Pierre-Marcel Favre, 1983, 229 p. (ISBN 978-2-85809-125-6) Le même éditeur que Paul Biya, Pour le libéralisme communautaire, Lausanne (CH), Pierre-Marcel Favre, 1988 (ISBN 978-2-8289-0271-1)
- Louis Sanmarco et Samuel Mbajum, Entretiens sur les non-dits de la décolonisation : confidences d'un administrateur des colonies, Paris, Éditions de l'Officine, 2007, 420 p. (ISBN 978-2-915680-73-7)